# Национални парк Лос Катиос
Национални парк Лос Катиос (шпански: Parque Nacional de Los Katíos) је национални парк у северозападном делу Колумбије, у општинама Риосусио (покрајина Chocó) 63%, Турбо (покрајина Антиокија) 35% и Унгуа (Chocó) 3%. Парк се, североисточно од реке Пеј и западном обалом реке Атрато, граничи с Панамом. Национални парк Лос Катиос је основан 1974. године и има површину од 720 km². Део је мочварног подручја  (просечне висине од 2 до 600 m) и наставља се у национални парк Даријен у Панами.
Парк је 1994. године уписан на Унесков попис места светске баштине у Америци због биодиверзитета живог света који укључује неколико ендемских биљака. С планине Сераниа дел Даријен (2.280 m), на граници с Панамом, спушта се неколико сликовитих каскада и слапова. У његовој тропској кишној шуми, која чини тек 1% Колумбије, живи 25% do 50% врста птица у држави ( око 450 врста укључујући угрожене Руфуског (Goethalsia bella) и љубичастокапог колибрија (Goldmania violiceps). Поред тога, у парку живи око 550 врста кичмењака (искључујући рибе) попут угрожених врста ламантина (Trichechus inunguis, подврсте сирена) и америчког крокодила (Crocodylus acutus), шумског пса (Speothos Venaticus), дивовског мравоједа (Myrmecophaga tridactyla) и средњоамеричког тапира (Tapirus bairdii).
Парк је на списку угрожених места светске баштине уписан 2009. године због неконтролисане сече шума, риболова и криволова, али и зато што планирани Панаамерички аутопут требало пролазити уз или кроз сам парк. Због успешне заштите парк је скинут са пописа игрожене баштине 2015 год.

## Историја
Подручје Даријен, које укључује и Лос Катиос, је пре 20,000 година било место историјског прелаза колонизатора из Северне Америке, што је потврђено многим археолошким налазима. Ово подручје је насељавао народ Куна, аутохтони становници који су пребегли и Панаму због сукоба с народима Катио-Ембера група,по којима је парк и добио име, а који су данас распрострањени широм колумбијске покрајине Чоко. Шпански конквистадори Родриго де Бастидас, Алонсо де Оједа и Васко Нунез де Балбоа, су дошли у ово подручје 1501. године. Легенду о благу Dabeiba cacique у подручју Даријен је Балбоа препричао шпанском краљу, Филипу I, што је довело до даље конолизације Јужне Америке. Ту су Франсиско Пизаро и Мартин Фернандез де Енцисо. 1511. године основали Санта Мариен Де Дариен, први шпански град на амричком копну.